# Ричланд Сентер (Висконсин)
Ричланд Сентер (енгл. Richland Center) град је у америчкој савезној држави Висконсин.

## Демографија
По попису из 2010. године број становника је 5.184, што је 70 (1,4%) становника више него 2000. године.
| Група             | 2000.         | 2010.         |
| Белци             | 4.995 (97,7%) | 4.883 (94,2%) |
| Афроамериканци    | 8 (0,2%)      | 37 (0,7%)     |
| Азијати           | 17 (0,3%)     | 43 (0,8%)     |
| Хиспаноамериканци | 47 (0,9%)     | 169 (3,3%)    |
| Укупно            | 5.114         | 5.184         |